# Șurubul lui Arhimede

Schema de funcționare a șurubului lui Arhimede pentru a ridica materiale granulate

Șurubul lui Arhimede (numit și, oarecum impropriu, „șurubul fără sfârșit”) este un mecanism spiralat al cărui scop este transferarea apei la un nivel mai înalt.
O mare parte a lucrărilor de inginerie ale lui Arhimede au izvorât din satisfacerea nevoilor orașului Siracuza. Scriitorul grec Athenaeus din Naucratis descrie cum regele Hieron II i-a comandat lui Arhimede proiectarea unei corăbii uriașe, numită Syracusia, care putea fi folosită pentru călătorii de lux, pentru transportul proviziilor, sau ca navă de război. Se spune că Syracusia a fost cea mai mare corabie construită în antichitatea clasică, în timpul celui de-al Doilea Război Punic. Conform cu cele spuse de Athenaeus, corabia era capabilă să transporte 600 de soldați inclusiv decorațiuni florale, un gimnaziu și un templu dedicat zeiței Afrodita cu toate facilitățile. Deoarece pe o astfel de corabie se scurgea o cantitate foarte mare de apă în carenă, șurubul lui Arhimede a fost dezvoltat cu preponderență ca pompă pentru a scoate apa din santină. Acest  dispozitiv (denumit în Antichitate Cochlea Archimedis) consta dintr-o lamă în formă de șurub rotativ în interiorul unui cilindru. Era acționat cu mâna și putea fi de asemenea folosit pentru a ridica apa din puțuri în canalele de irigație. 
Șurubul lui Arhimede este folosit și azi pentru pomparea lichidelor sau solidelor granulate, precum cărbunele și semințele. Șurubul lui Arhimede descris de Vitruviu poate să fi fost o îmbunătățire a pompei folosite pentru a iriga Grădinile suspendate ale Semiramidei.